# Ферма-Гай
Фе́рма-Гай (бел. Фе́рма-Гай) — деревня  в Дзержинском районе Минской области Беларуси. В 4 км от Дзержинска, в 36 км от Минска, в 5 км от железнодорожной станции Койдоново. Входит в состав Дзержинского сельсовета.

## История
Известна с конца XIX века — начала XX века, как деревня в Койдановской волости Минского уезда Минской губернии Российской империи. В 1917 году здесь 29 дворов и 168 местных жителей. С 20 августа 1924 года — в Маковчицкого сельсовета, Койдановского (затем Дзержинского) района Минского округа. С 31 июля 1937 года по 4 февраля 1939 года в составе Минского района. В 1926 году в деревне Гай проживали 165 жителей, насчитывалось 35 дворов, на хуторе Гай — 1 двор, 3 жителя. Во время коллективизации образован колхоз.
В Великую Отечественную войну с 28 июня 1941 года по 7 июля 1944 года оккупирована немецко-фашистскими захватчиками. На фронте погибли 14 жителей деревни.
В 1960 году в деревне проживали 180 жителей, входила в состав Дзержинского сельсовета и колхоз имени Дзержинского (центр — д. Петковичи). В 1991 году — 63 двора, 174 жителя. По состоянию на 2009 год входит в состав филиала «Крутогорье-Петковичи».

## Население
| Численность населения (по годам) | Численность населения (по годам) | Численность населения (по годам) | Численность населения (по годам) | Численность населения (по годам) | Численность населения (по годам) | Численность населения (по годам) | Численность населения (по годам) |
| 1909                             | 1917                             | 1926                             | 1960                             | 1991                             | 1999                             | 2004                             | 2010                             |
| -------------------------------- | -------------------------------- | -------------------------------- | -------------------------------- | -------------------------------- | -------------------------------- | -------------------------------- | -------------------------------- |
| 150                              | ↗168                             | ↘165                             | ↗180                             | ↘174                             | ↘145                             | ↗152                             | ↘139                             |
| 2017                             | 2018                             | 2020                             | 2022                             |                                  |                                  |                                  |                                  |
| ↗172                             | ↘168                             | ↘153                             | ↘144                             |                                  |                                  |                                  |                                  |

## Инфраструктура
Через деревню проходит местная дорога Н8443, которая связывает деревню с автодорогой Р65 (Дзержинск — Заславль). В деревне имеется сельский клуб, библиотека и продуктовый магазин.

## Достопримечательности
В центре деревни расположен памятник землякам в память о 9 жителях деревни, которые погибли на фронтах Великой Отечественной, в 1966 году установлен обелиск.